# Bienal do Livro de Minas Gerais
A Bienal do Livro de Minas Gerais é um evento cultural organizado pela Câmara Mineira do Livro e empresa Fagga na cidade brasileira de Belo Horizonte, Minas Gerais, que reúne várias editoras brasileiras e estrangeiras para apresentar lançamentos e seus títulos, além de promover a integração de autores e público, ou seja, um intercâmbio cultural.

## Histórico
O evento tem como origem o Salão do Livro, uma exposição anual que acontecia na Serraria Souza Pinto.
Em 2008, aconteceu a primeira edição do evento no formato de uma bienal. Em 2010, completou dois anos com dimensões ampliadas, ao contar com 18 sessões no Café Literário e 16 na Arena Jovem, orçamento de R$ 3,6 milhões, expansão de 40% da área disponível e cerca de 250 mil visitantes no Expominas. Também aconteceram oficinas culturais e encontros entre leitores e escritores.
Cerca de 90 autores participaram de sessões de autógrafos e de bate-papo com o público, mais de 1 milhão de títulos foram colocados à mostra e 700 mil foram vendidos em 170 estandes. Editoras ofereceram publicações acadêmicas com 50% de desconto para universitários.
O faturamento em 2010 foi de R$ 10,5 milhões em 10 dias de programação.
Uma pesquisas realizada pela Câmara Mineira do Livro apontou, em 2010, 95% de aprovação dos visitantes.